# Adomi-Brücke
Die Adomi-Brücke (Englisch: Adomi Bridge, früher auch Volta Bridge) ist eine Straßenbrücke über den Volta in Ghana. Sie steht etwa 10 km unterhalb des Akosombo-Staudamms, der den Volta-Stausee aufstaut, in der Nähe der Distrikthauptstadt Atimpoku im Asuogyaman District in der Eastern Region. Sie ist ein Teil der Tema-Jasikan Road (N2), die die Verbindung von Accra über Tema zu den Landesteilen östlich des Volta-Stausees herstellt, und damit eine der wichtigsten Verkehrsverbindungen zwischen den beiden Seiten des Volta.
Die Adomi-Brücke  hat zwei Fahrspuren sowie zwei Gehwege. Sie ist mit einer Spannweite von 245,36 m (805 ft) und einer gesamten Länge von 336 m die längste Brücke des Landes.
Die zweigelenkige Stahl-Bogenbrücke mit untenliegender Fahrbahn hat einen etwa 60 m hohen Bogen aus einer Fachwerkkonstruktion, von dem die Fahrbahnplatte mit Seilen abgehängt ist.
Der Bau der von Freeman, Fox & Partners (Gilbert Roberts, William Bronw) in Zusammenarbeit mit Sir William Halcrow and Partners geplanten Brücke begann noch vor der Unabhängigkeit Ghanas im Jahr 1956 unter britischer Kolonialherrschaft. Sie wurde 1957 nach der Unabhängigkeitserklärung fertiggestellt und von Premierminister Kwame Nkrumah eröffnet.
Die Brücke war ursprünglich für deutlich größere Lasten geplant als nach British Standards erforderlich. Dennoch zeigten sich 2008, also nach über 50 Jahren, einige Ermüdungsbrüche. 2011 wurde eine eingehende Untersuchung durchgeführt, worauf die Ghana Highway Authority mit Hilfe eines österreichischen Kredits über € 12,9 Millionen eine umfassende Sanierung der einsturzgefährdeten Brücke beauftragte, bei der das Fahrbahndeck und die Hängeseile vollständig erneuert werden sollen.
Die 30 Monate dauernden Sanierungsmaßnahmen sollten nach ersten Informationen schon 2012 beginnen und wurden schließlich für Juni 2013 angekündigt. Die Brücke musste dabei voll gesperrt werden. Nach der Durchführung der Arbeiten wurde die Brücke am 19. Dezember 2015 von Präsident John Dramani Mahama wiedereröffnet.